# デオキシアデノシン一リン酸
デオキシアデノシン一リン酸（デオキシアデノシンいちリンさん、Deoxyadenosine monophosphate、dAMP）はアデノシン三リン酸の誘導体で、2'位のヒドロキシ基と2つのリン酸基が除かれている。